# Christofer Frey
Christofer Frey (* 7. April 1938 in Reichenbach/Schlesien) ist ein deutscher evangelischer Theologe.
Frey war von 1978 bis 1982 Professor an der Friedrich-Alexander-Universität Erlangen-Nürnberg und anschließend bis zu seiner Emeritierung 2003 Professor für Systematische Theologie (Schwerpunkt Ethik) an der Evangelisch-Theologischen Fakultät der Ruhr-Universität Bochum. Er promovierte 1967 bei Heinz Eduard Tödt an der Universität Heidelberg zum Dr. theol. und war anschließend wissenschaftlicher Mitarbeiter an der PH Reutlingen. Die Habilitation erfolgte 1972. Zu Freys Schülern gehören Peter Dabrock; Anne Foerst und Wolfgang Maaser.